# Bärbo socken
Bärbo socken i Södermanland ingick i Jönåkers härad och är sedan 1971 en del av Nyköpings kommun, från 2016 inom Stigtomta distrikt.
Socknens areal är 31,94 kvadratkilometer, varav 27,58 land. År 1947 fanns här 461 invånare. Godsen Tistad, Täckhammar och Nääs samt sockenkyrkan Bärbo kyrka ligger i socknen. 

## Administrativ historik
Bärbo socken omtalas första gången i ett dokument från omkring 1314 ("de Berghum"), nuvarande kyrka härrör dock från 1200-talet.
Vid kommunreformen 1862 övergick socknens ansvar för de kyrkliga frågorna till Bärbo församling och för de borgerliga frågorna till Bärbo landskommun. Landskommunen inkorporerades 1952 i Stigtomta landskommun som 1971 uppgick i Nyköpings kommun. Församlingen uppgick 1995 i Stigtomta församling som 2002 uppgick i Stigtomta-Vrena församling.
1 januari 2016 inrättades distriktet Stigtomta, med samma omfattning som Stigtomta församling hade 1999/2000 och fick 1995, och vari detta sockenområde ingår.
Socknen har tillhört län, fögderier, tingslag och domsagor enligt vad som beskrivs i artikeln Jönåkers härad.  De indelta soldaterna tillhörde Södermanlands regemente, Livkompaniet och Livregementets grenadjärkår, Södermanlands kompani. De indelta båtsmännen tillhörde Andra Södermanlands båtsmanskompani.

## Geografi
Bärbo socken ligger söder om sjön Långhalsen. Socknen är odlad slättbygd med skogklädda åsar och kullar i norr och väster.

## Fornlämningar
Från järnåldern finns flera gravfält bland annat mellan Tistad och Åkra, i parken söder om Täckhammar och vid Tuna. Fyra hitflyttade runstenar finns här.Vid Kappla källa cirka två kilometer söder om Täckhammar finns en husgrund som sannolikt varit grunden till ett kapell.
Nära Gamla Åkra finns resterna av en kalkugn som sannolikt byggdes i samband med utbyggnaden av Tista slott på 1760-talet. Ugnen användes till slutet av 1800-talet.
Vid Tuna fors och Täckhammars fors har det funnits kvarnar och sågverk från okänd tid till i slutet av 1900-talet. Vid Täckhammars fors fanns till slutet av 1930-talet en numera riven bro.

## Namnet
Namnet (1314, Berghum, 1366 Berbo) kommer från kyrkbyn som tidigast hetat Berg, syftande på en höjd nära kyrkan. Sockennamnet har som efterled bo en inbyggarbeteckning.

## Skolorna
Bärbo etablerade sin första skola år 1829 tack vare en donation från Sophie Eleonora Jenning, som skänkte den Jenningska skolan i Täckhammar. Ursprungligen var det herrgårdarna Täckhammar, Tista och Nääs som ansvarade för byggandet och undervisningen innan ansvaret för skolverksamheten övergick till socknen/kommunen. Den sista skolan, Bärbo kyrkskola, stängdes efter vårterminen 1969.

## Gårdar och torp i Bärbo socken
I slutet av 1800-talet fanns ett hundratal gårdar och torp i Bärbo socken fördelade på de tre godsen Nääs, Tistad och Täckhammar.

## Galleri

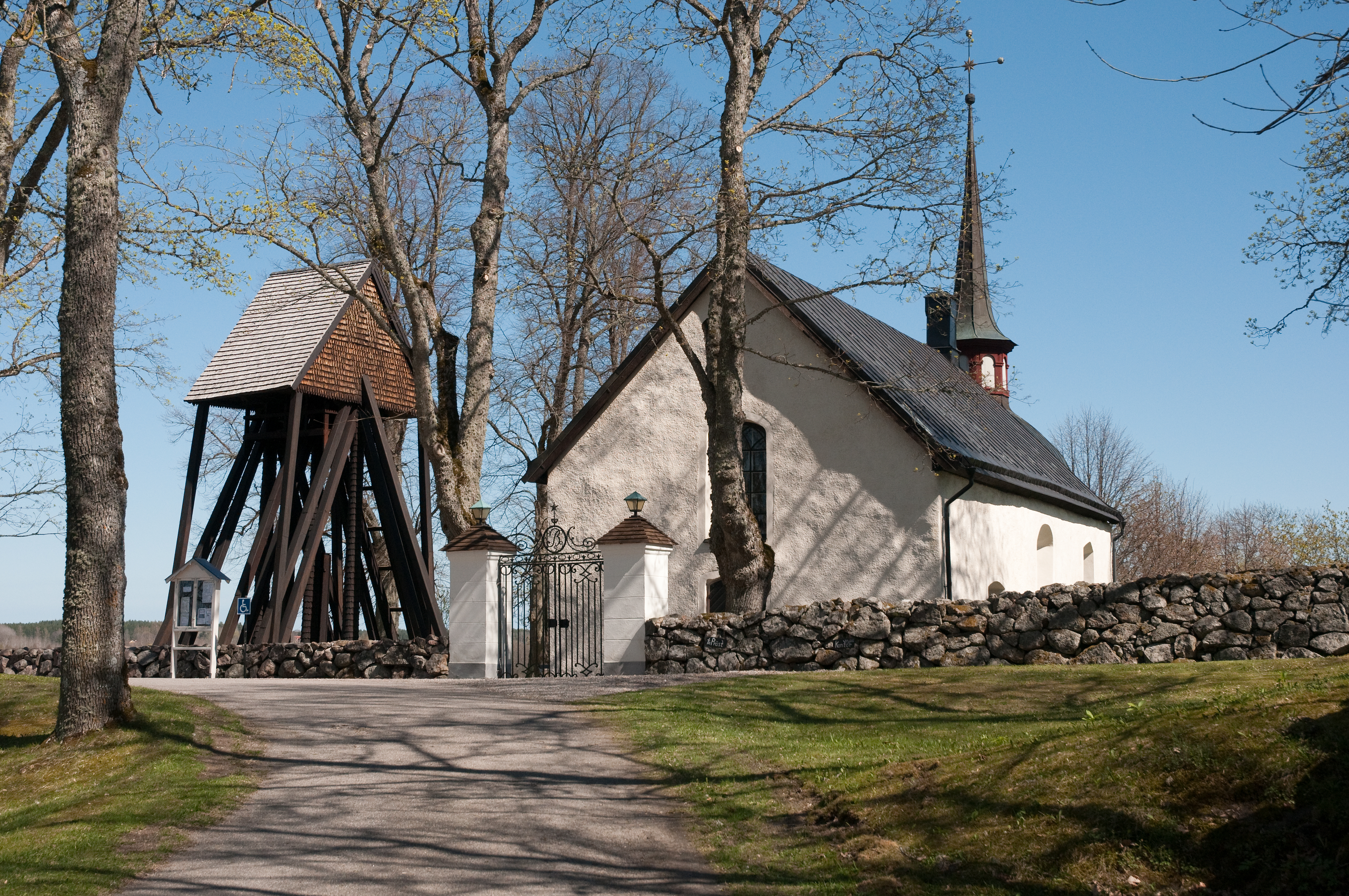
Bärbo kyrka.
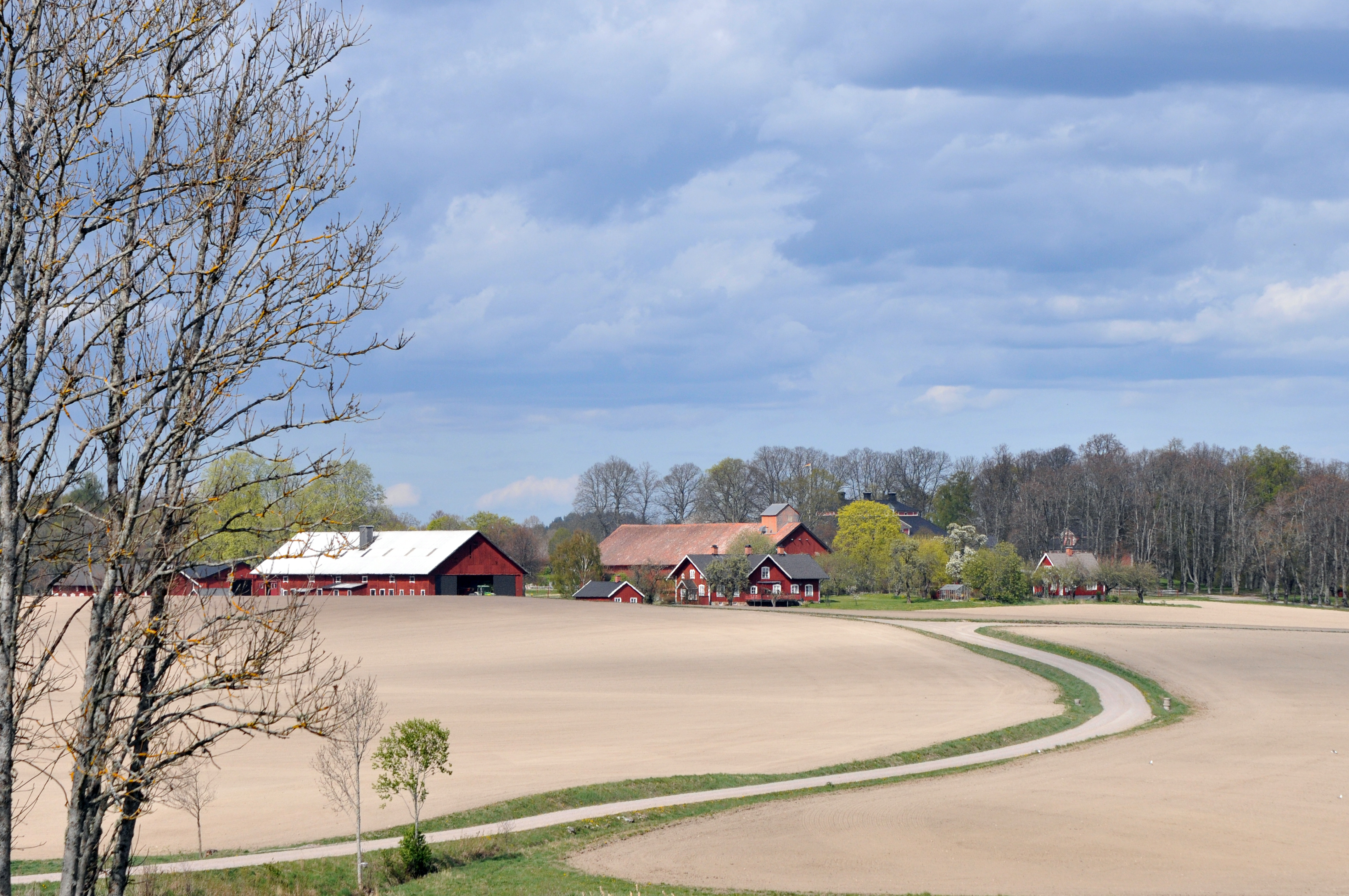
Vy över Nääs från Bärbo by.
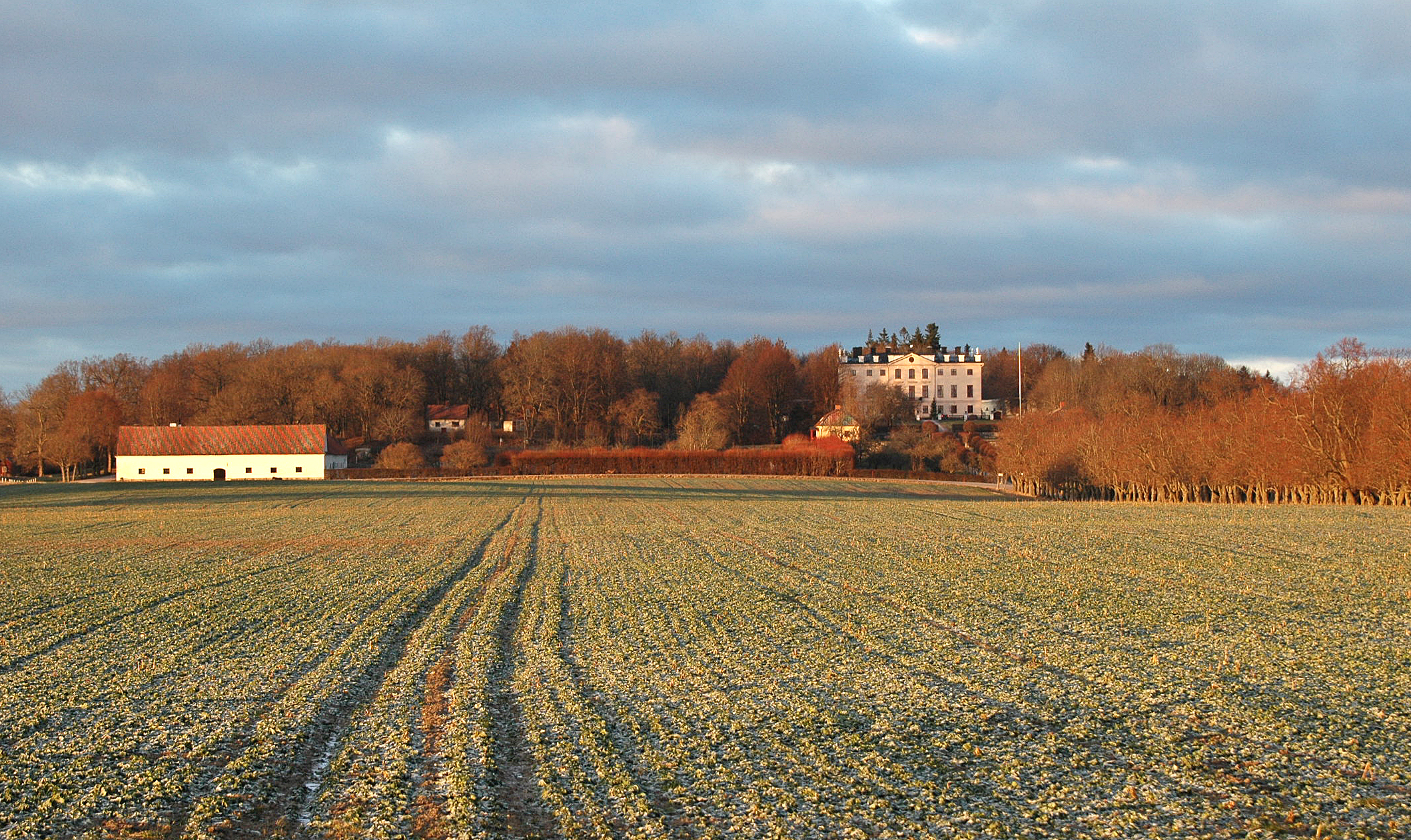
Vy över Tistad från Listorp.
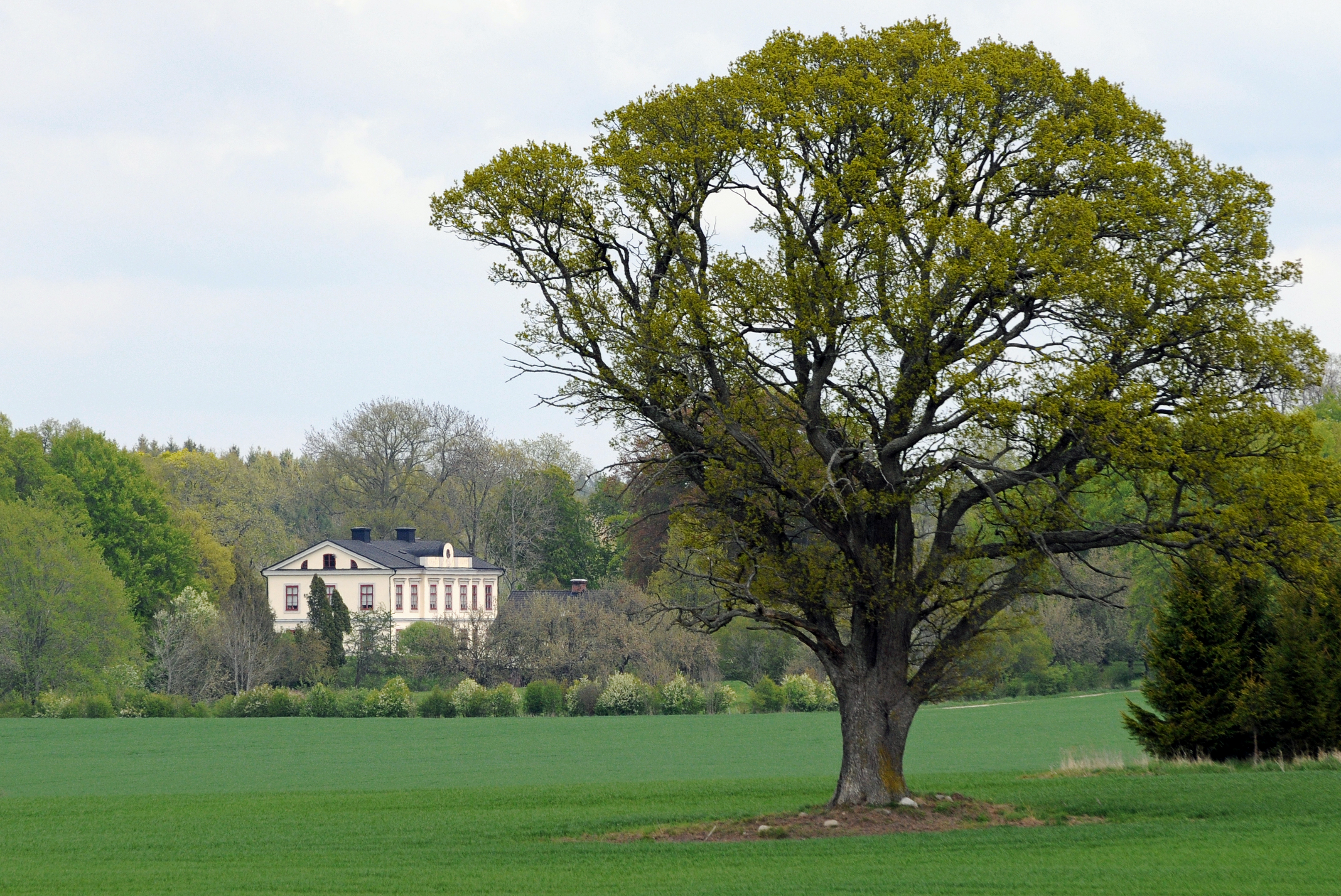
Vy över Täckhammar från Tistad allé.
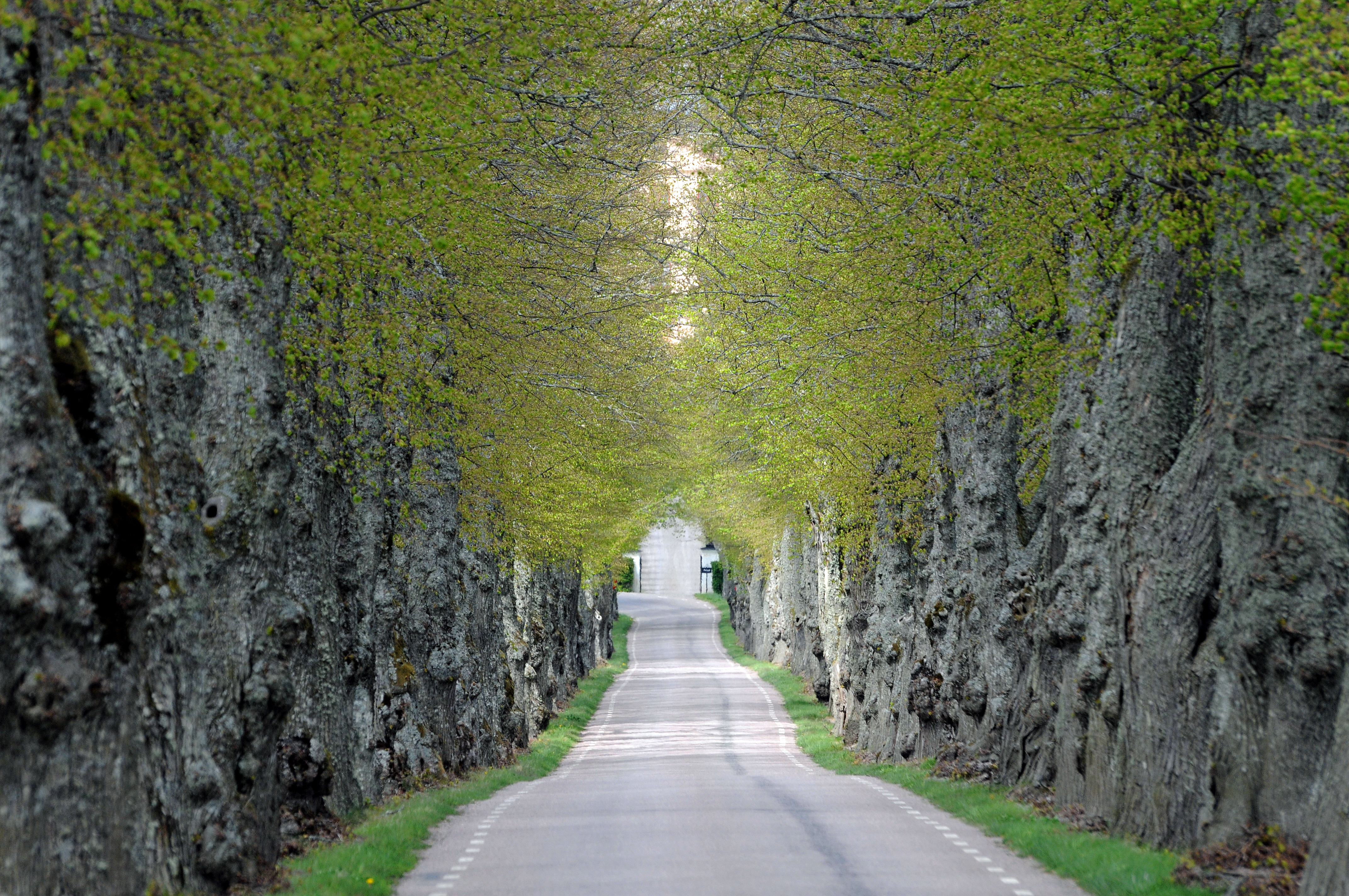
Tistad allé.
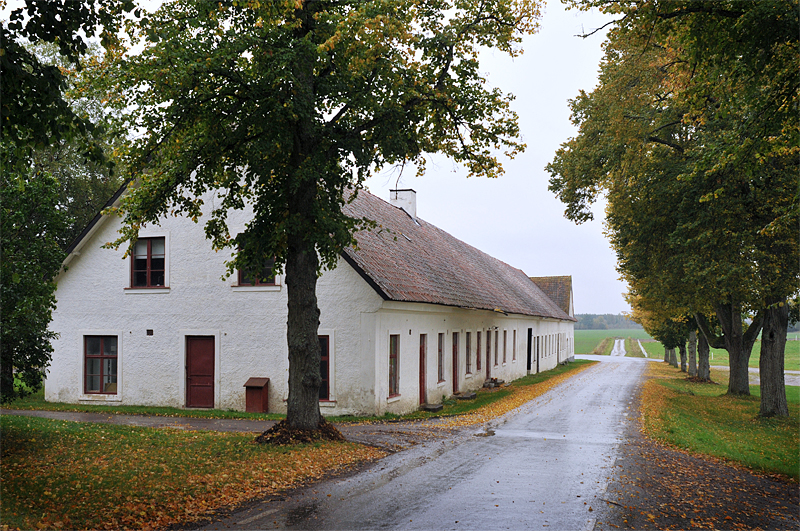
Vita längan, Tistad. Ekonomibyggnad, fd stall, mejeri, m.m.
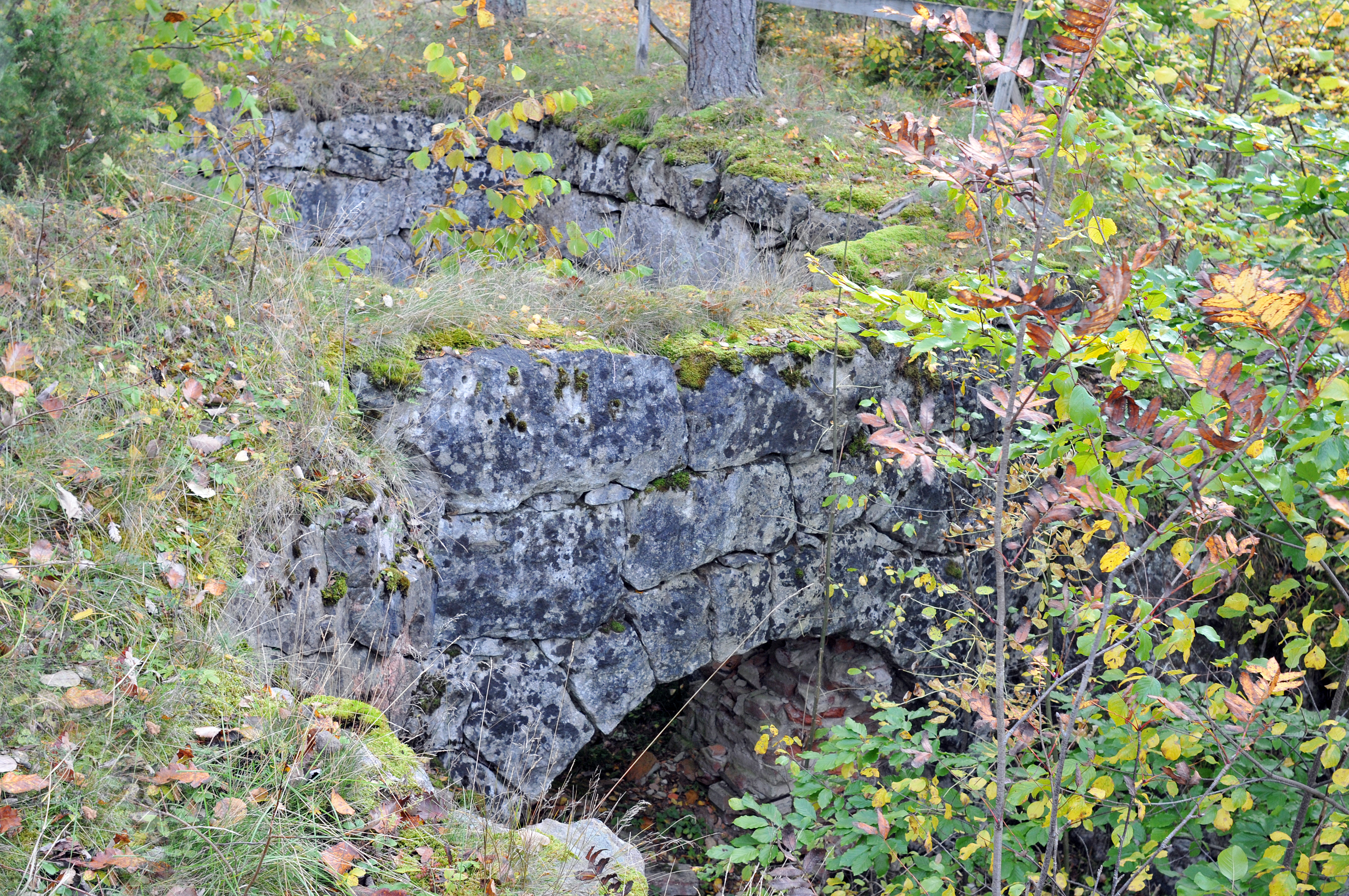
Resterna av kalkugnen vid Gamla Åkra.